# Gerard Manley Hopkins
Gerard Manley Hopkins (1844-1889) var en britisk digter. Han var endvidere klassisk filolog og katolsk jesuitter-præst. Hopkins' digte udkom først i 1918, næsten 30 år efter hans død. Han anses i dag for at være det 19. århundredes mest originale britiske digter, og hans lyrik har fået stor betydning for det 20. århundredes poetiske modernisme. Digtene er karakteriseret ved sprung rhythm og the inscape of instress.